# 貝夫·貝文
貝夫·貝文（英語：Beverley Bevan，1944年11月25日—）是英國搖滾音樂家，最為人知的身分為行動樂團和電光交響樂團（ELO）的創團鼓手。在1986年離開ELO後，他創立了樂團ELO Part II。
貝文也在黑色安息日的魔頭轉世巡迴之旅期間擔任他們的支援樂手，之後也為他們的1987年專輯《不滅偶像》中錄製打擊樂器部分。貝文於2017年以ELO成員身分入選搖滾名人堂。

## 生平
貝文出生於英格蘭伯明罕南亞德利一帶。在就讀莫斯利文法學校時，他與學校朋友傑斯帕·卡瑞特在一家名為The Beehive的市中心百貨公司當實習買家。
貝文的職業音樂生涯始自加入丹尼·萊恩的樂團丹尼·萊恩與外交官樂團（英語：Denny Laine and the Diplomats），之後加入卡爾·韋恩與維京人樂團，再來於1966年加入行動樂團。當作為分支樂團電光交響樂團在1971年發行首張專輯時，行動樂團只剩錄製作品目的而不再演出。行動樂團於1972年發行了最後一張單曲〈California Man〉。
貝文的聲線低沉，他在行動樂團的時候在翻唱版〈Zing! Went the Strings of My Heart〉以及戲仿自鄉村與西部音樂的〈Ben Crawley Steel Co〉中擔任主唱。貝文也創作了一首戲仿艾維斯·普里斯萊的歌曲〈Don't Mess Me Up〉，收錄於行動樂團的最後錄音室專輯《Message from the Country》以及單曲〈Tonight〉的B面。他也在專輯《Looking On》中被錯誤地標示為搖滾藍調〈Turkish Tram Conductor Blues〉的作曲人，實際上是羅伊·伍德寫的。
ELO時期，貝文的歌聲在專輯《Face the Music》中的〈Fire On High〉和〈Strange Magic〉有較突出的表現。
他在1976年正式發行了首張個人單曲，是桑迪·尼爾森1961年的器樂曲〈Let There Be Drums〉的翻奏版。截至1999年，貝文參與了所有ELO和ELO Part II的作品錄製。1980年，他發行了他與ELO的回憶錄自傳《The Electric Light Orchestra Story》。
1983年，貝文代替了比爾·沃德來參與黑色安息日的魔頭轉世巡迴之旅。貝文因在此次巡演中的強力擊鼓風格而聞名。此外，他也出現在樂團〈Trashed〉和〈Zero the Hero〉的音樂錄影帶中。在再發版《魔頭轉世》的摘錄中提到，1983年黑色安息日在雷丁與里茲音樂節上的演出還只是貝文和樂團的第二次演出而已；根據吉他手東尼·艾歐密的回想，貝文並不知道全部的歌，但隨著持續的演出，他的狀況也漸入佳境。貝文於1987年再次加入黑色安息日，為專輯《不滅偶像》錄製打擊樂器，不過他因為拒絕參與樂團在實施種族隔離政策的南非演出，而被前衝擊合唱團鼓手泰瑞·柴姆斯取代。
在行動樂團的原主唱卡爾·韋恩於2004年過世後，貝夫·貝文決定與前團員菲爾·特利（Phil Tree）以及ELO Part II的團員菲爾·貝茨、尼爾·拉克伍德（Neil Lockwood）重組行動樂團，一同演出樂團的經典歌曲。貝茨於2007年7月退出回到ELO Part II，並將之重新命名為The Orchestra，貝茨的缺則由原行動樂團吉他手崔佛·伯頓替補。
貝文參與了保羅·韋勒2010年專輯《Wake Up the Nation》的錄製，在〈Moonshine〉和〈Wake Up The Nation〉中打鼓。韋勒曾告訴貝文說他是自己的第二人選，而首選人物會是凱思·穆恩。

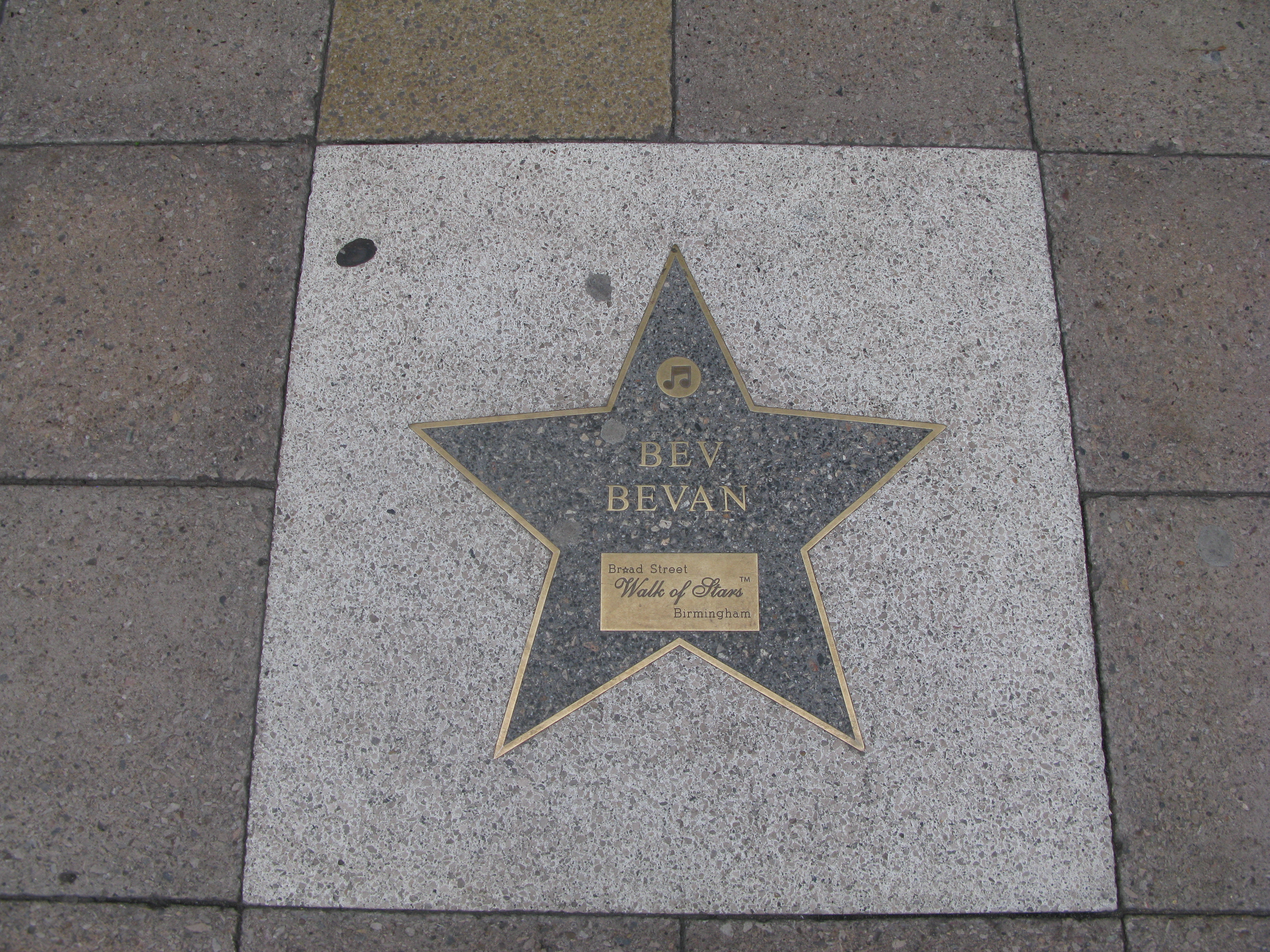
貝文在伯明罕星光大道的星星

貝文目前為BBC西米德蘭茲廣播電台（BBC WM）在每周日下午主持電台節目。他也為WM的《週日水銀小報》評論唱片並在該小報網站上有自己的部落格。2011年1月17日，百老街最佳獎（Best of Broad Street Awards）宣布貝夫·貝文伯明罕星光大道上獲得一顆星。
貝文也是多里奇音樂學校（The Dorridge Music School）的贊助人之一。2012年，貝文為東尼·艾歐密的自傳《Iron Man – My Journey Through Heaven and Hell》錄製有聲書版。貝文在2014年的11個月內有不少於102場的演出，其中也包括行動樂團的最終演出，他在這之後和伯頓再次分道揚鑣。

## 個人生活
貝文與妻子薇樂莉（Valerie Bevan）、兒子阿德里安（Adrian Bevan）住在一起。他是狼隊足球會的支持者。

## 所著書籍
- Bevan, Bev. Pearce, Garth , 编. . Mushroom Books. 1980. ISBN 0-907394-01-9.